# Гугель, Лев Николаевич
Лев Николаевич Гугель (1914 — 1941) — советский шахматный композитор; председатель Центральной комиссии по шахматной композиции (1939—1941), шахматный пропагандист и организатор. Журналист. Главный редактор журнала «Физкультура и спорт», редактор шахматных отделов газеты «Пионерская правда» и журнала «Смена» (1930-е годы). С 1927 опубликовал около 200 двухходовок, многие из которых отмечены призами на конкурсах. Сотрудничал с «64. Шахматно-шашечной газетой».

## Биография
Родился в Уфе в семье уроженца Могилёвской губернии, санитарного (1915), затем школьного фельдшера Николая Соломоновича Гугеля (1888—?), впоследствии заместителя комиссара здравоохранения Уфимской губернии (1918), участника Гражданской войны (военкома эвакопункта, затем начальника санпросвета 5-й армии), с мая 1920 года заведующего Губздравом. Отец был военным фельдшером во время Первой мировой войны, членом Бунда (с 1905 года) и ВКП(б) (с 1920 года).
Активный исследователь популярной в 1930-е годы двухходовой темы, названной им «продолженная защита» — современное название «чёрная коррекция» (см. Коррекции темы). На страницах «Пионерской правды» и «Смены» провёл первые в СССР массовые конкурсы решения шахматных задач и этюдов. С 1920-х годов вёл регулярные конкурсы составления двухходовок («Пионерская правда») для пионеров и школьников; наиболее крупный из них — конкурс 1939 (1165 задач). Организатор международный конкурсов по шахматной композиции для молодёжи в журнале «Смена» (1932 и 1937) и турниров советских шахматных композиторов.
Погиб в бою под Москвой 20 октября 1941 года у села Инютино.

## Задачи
|   | a | b | c | d | e | f | g | h |   |
| - | --- | --- | --- | --- | --- | --- | --- | --- | - |
| 8 | b8 белый слон · f7 белый ферзь · h7 чёрная пешка · b6 чёрный конь · e6 чёрная пешка · g6 чёрная ладья · f5 белый конь · c4 белая пешка · d4 чёрная пешка · e4 чёрный король · g4 чёрный конь · h3 белая ладья · a2 белый король · c1 чёрный слон · d1 белый конь · f1 белая ладья | b8 белый слон · f7 белый ферзь · h7 чёрная пешка · b6 чёрный конь · e6 чёрная пешка · g6 чёрная ладья · f5 белый конь · c4 белая пешка · d4 чёрная пешка · e4 чёрный король · g4 чёрный конь · h3 белая ладья · a2 белый король · c1 чёрный слон · d1 белый конь · f1 белая ладья | b8 белый слон · f7 белый ферзь · h7 чёрная пешка · b6 чёрный конь · e6 чёрная пешка · g6 чёрная ладья · f5 белый конь · c4 белая пешка · d4 чёрная пешка · e4 чёрный король · g4 чёрный конь · h3 белая ладья · a2 белый король · c1 чёрный слон · d1 белый конь · f1 белая ладья | b8 белый слон · f7 белый ферзь · h7 чёрная пешка · b6 чёрный конь · e6 чёрная пешка · g6 чёрная ладья · f5 белый конь · c4 белая пешка · d4 чёрная пешка · e4 чёрный король · g4 чёрный конь · h3 белая ладья · a2 белый король · c1 чёрный слон · d1 белый конь · f1 белая ладья | b8 белый слон · f7 белый ферзь · h7 чёрная пешка · b6 чёрный конь · e6 чёрная пешка · g6 чёрная ладья · f5 белый конь · c4 белая пешка · d4 чёрная пешка · e4 чёрный король · g4 чёрный конь · h3 белая ладья · a2 белый король · c1 чёрный слон · d1 белый конь · f1 белая ладья | b8 белый слон · f7 белый ферзь · h7 чёрная пешка · b6 чёрный конь · e6 чёрная пешка · g6 чёрная ладья · f5 белый конь · c4 белая пешка · d4 чёрная пешка · e4 чёрный король · g4 чёрный конь · h3 белая ладья · a2 белый король · c1 чёрный слон · d1 белый конь · f1 белая ладья | b8 белый слон · f7 белый ферзь · h7 чёрная пешка · b6 чёрный конь · e6 чёрная пешка · g6 чёрная ладья · f5 белый конь · c4 белая пешка · d4 чёрная пешка · e4 чёрный король · g4 чёрный конь · h3 белая ладья · a2 белый король · c1 чёрный слон · d1 белый конь · f1 белая ладья | b8 белый слон · f7 белый ферзь · h7 чёрная пешка · b6 чёрный конь · e6 чёрная пешка · g6 чёрная ладья · f5 белый конь · c4 белая пешка · d4 чёрная пешка · e4 чёрный король · g4 чёрный конь · h3 белая ладья · a2 белый король · c1 чёрный слон · d1 белый конь · f1 белая ладья | 8 |
| 7 | b8 белый слон · f7 белый ферзь · h7 чёрная пешка · b6 чёрный конь · e6 чёрная пешка · g6 чёрная ладья · f5 белый конь · c4 белая пешка · d4 чёрная пешка · e4 чёрный король · g4 чёрный конь · h3 белая ладья · a2 белый король · c1 чёрный слон · d1 белый конь · f1 белая ладья | b8 белый слон · f7 белый ферзь · h7 чёрная пешка · b6 чёрный конь · e6 чёрная пешка · g6 чёрная ладья · f5 белый конь · c4 белая пешка · d4 чёрная пешка · e4 чёрный король · g4 чёрный конь · h3 белая ладья · a2 белый король · c1 чёрный слон · d1 белый конь · f1 белая ладья | b8 белый слон · f7 белый ферзь · h7 чёрная пешка · b6 чёрный конь · e6 чёрная пешка · g6 чёрная ладья · f5 белый конь · c4 белая пешка · d4 чёрная пешка · e4 чёрный король · g4 чёрный конь · h3 белая ладья · a2 белый король · c1 чёрный слон · d1 белый конь · f1 белая ладья | b8 белый слон · f7 белый ферзь · h7 чёрная пешка · b6 чёрный конь · e6 чёрная пешка · g6 чёрная ладья · f5 белый конь · c4 белая пешка · d4 чёрная пешка · e4 чёрный король · g4 чёрный конь · h3 белая ладья · a2 белый король · c1 чёрный слон · d1 белый конь · f1 белая ладья | b8 белый слон · f7 белый ферзь · h7 чёрная пешка · b6 чёрный конь · e6 чёрная пешка · g6 чёрная ладья · f5 белый конь · c4 белая пешка · d4 чёрная пешка · e4 чёрный король · g4 чёрный конь · h3 белая ладья · a2 белый король · c1 чёрный слон · d1 белый конь · f1 белая ладья | b8 белый слон · f7 белый ферзь · h7 чёрная пешка · b6 чёрный конь · e6 чёрная пешка · g6 чёрная ладья · f5 белый конь · c4 белая пешка · d4 чёрная пешка · e4 чёрный король · g4 чёрный конь · h3 белая ладья · a2 белый король · c1 чёрный слон · d1 белый конь · f1 белая ладья | b8 белый слон · f7 белый ферзь · h7 чёрная пешка · b6 чёрный конь · e6 чёрная пешка · g6 чёрная ладья · f5 белый конь · c4 белая пешка · d4 чёрная пешка · e4 чёрный король · g4 чёрный конь · h3 белая ладья · a2 белый король · c1 чёрный слон · d1 белый конь · f1 белая ладья | b8 белый слон · f7 белый ферзь · h7 чёрная пешка · b6 чёрный конь · e6 чёрная пешка · g6 чёрная ладья · f5 белый конь · c4 белая пешка · d4 чёрная пешка · e4 чёрный король · g4 чёрный конь · h3 белая ладья · a2 белый король · c1 чёрный слон · d1 белый конь · f1 белая ладья | 7 |
| 6 | b8 белый слон · f7 белый ферзь · h7 чёрная пешка · b6 чёрный конь · e6 чёрная пешка · g6 чёрная ладья · f5 белый конь · c4 белая пешка · d4 чёрная пешка · e4 чёрный король · g4 чёрный конь · h3 белая ладья · a2 белый король · c1 чёрный слон · d1 белый конь · f1 белая ладья | b8 белый слон · f7 белый ферзь · h7 чёрная пешка · b6 чёрный конь · e6 чёрная пешка · g6 чёрная ладья · f5 белый конь · c4 белая пешка · d4 чёрная пешка · e4 чёрный король · g4 чёрный конь · h3 белая ладья · a2 белый король · c1 чёрный слон · d1 белый конь · f1 белая ладья | b8 белый слон · f7 белый ферзь · h7 чёрная пешка · b6 чёрный конь · e6 чёрная пешка · g6 чёрная ладья · f5 белый конь · c4 белая пешка · d4 чёрная пешка · e4 чёрный король · g4 чёрный конь · h3 белая ладья · a2 белый король · c1 чёрный слон · d1 белый конь · f1 белая ладья | b8 белый слон · f7 белый ферзь · h7 чёрная пешка · b6 чёрный конь · e6 чёрная пешка · g6 чёрная ладья · f5 белый конь · c4 белая пешка · d4 чёрная пешка · e4 чёрный король · g4 чёрный конь · h3 белая ладья · a2 белый король · c1 чёрный слон · d1 белый конь · f1 белая ладья | b8 белый слон · f7 белый ферзь · h7 чёрная пешка · b6 чёрный конь · e6 чёрная пешка · g6 чёрная ладья · f5 белый конь · c4 белая пешка · d4 чёрная пешка · e4 чёрный король · g4 чёрный конь · h3 белая ладья · a2 белый король · c1 чёрный слон · d1 белый конь · f1 белая ладья | b8 белый слон · f7 белый ферзь · h7 чёрная пешка · b6 чёрный конь · e6 чёрная пешка · g6 чёрная ладья · f5 белый конь · c4 белая пешка · d4 чёрная пешка · e4 чёрный король · g4 чёрный конь · h3 белая ладья · a2 белый король · c1 чёрный слон · d1 белый конь · f1 белая ладья | b8 белый слон · f7 белый ферзь · h7 чёрная пешка · b6 чёрный конь · e6 чёрная пешка · g6 чёрная ладья · f5 белый конь · c4 белая пешка · d4 чёрная пешка · e4 чёрный король · g4 чёрный конь · h3 белая ладья · a2 белый король · c1 чёрный слон · d1 белый конь · f1 белая ладья | b8 белый слон · f7 белый ферзь · h7 чёрная пешка · b6 чёрный конь · e6 чёрная пешка · g6 чёрная ладья · f5 белый конь · c4 белая пешка · d4 чёрная пешка · e4 чёрный король · g4 чёрный конь · h3 белая ладья · a2 белый король · c1 чёрный слон · d1 белый конь · f1 белая ладья | 6 |
| 5 | b8 белый слон · f7 белый ферзь · h7 чёрная пешка · b6 чёрный конь · e6 чёрная пешка · g6 чёрная ладья · f5 белый конь · c4 белая пешка · d4 чёрная пешка · e4 чёрный король · g4 чёрный конь · h3 белая ладья · a2 белый король · c1 чёрный слон · d1 белый конь · f1 белая ладья | b8 белый слон · f7 белый ферзь · h7 чёрная пешка · b6 чёрный конь · e6 чёрная пешка · g6 чёрная ладья · f5 белый конь · c4 белая пешка · d4 чёрная пешка · e4 чёрный король · g4 чёрный конь · h3 белая ладья · a2 белый король · c1 чёрный слон · d1 белый конь · f1 белая ладья | b8 белый слон · f7 белый ферзь · h7 чёрная пешка · b6 чёрный конь · e6 чёрная пешка · g6 чёрная ладья · f5 белый конь · c4 белая пешка · d4 чёрная пешка · e4 чёрный король · g4 чёрный конь · h3 белая ладья · a2 белый король · c1 чёрный слон · d1 белый конь · f1 белая ладья | b8 белый слон · f7 белый ферзь · h7 чёрная пешка · b6 чёрный конь · e6 чёрная пешка · g6 чёрная ладья · f5 белый конь · c4 белая пешка · d4 чёрная пешка · e4 чёрный король · g4 чёрный конь · h3 белая ладья · a2 белый король · c1 чёрный слон · d1 белый конь · f1 белая ладья | b8 белый слон · f7 белый ферзь · h7 чёрная пешка · b6 чёрный конь · e6 чёрная пешка · g6 чёрная ладья · f5 белый конь · c4 белая пешка · d4 чёрная пешка · e4 чёрный король · g4 чёрный конь · h3 белая ладья · a2 белый король · c1 чёрный слон · d1 белый конь · f1 белая ладья | b8 белый слон · f7 белый ферзь · h7 чёрная пешка · b6 чёрный конь · e6 чёрная пешка · g6 чёрная ладья · f5 белый конь · c4 белая пешка · d4 чёрная пешка · e4 чёрный король · g4 чёрный конь · h3 белая ладья · a2 белый король · c1 чёрный слон · d1 белый конь · f1 белая ладья | b8 белый слон · f7 белый ферзь · h7 чёрная пешка · b6 чёрный конь · e6 чёрная пешка · g6 чёрная ладья · f5 белый конь · c4 белая пешка · d4 чёрная пешка · e4 чёрный король · g4 чёрный конь · h3 белая ладья · a2 белый король · c1 чёрный слон · d1 белый конь · f1 белая ладья | b8 белый слон · f7 белый ферзь · h7 чёрная пешка · b6 чёрный конь · e6 чёрная пешка · g6 чёрная ладья · f5 белый конь · c4 белая пешка · d4 чёрная пешка · e4 чёрный король · g4 чёрный конь · h3 белая ладья · a2 белый король · c1 чёрный слон · d1 белый конь · f1 белая ладья | 5 |
| 4 | b8 белый слон · f7 белый ферзь · h7 чёрная пешка · b6 чёрный конь · e6 чёрная пешка · g6 чёрная ладья · f5 белый конь · c4 белая пешка · d4 чёрная пешка · e4 чёрный король · g4 чёрный конь · h3 белая ладья · a2 белый король · c1 чёрный слон · d1 белый конь · f1 белая ладья | b8 белый слон · f7 белый ферзь · h7 чёрная пешка · b6 чёрный конь · e6 чёрная пешка · g6 чёрная ладья · f5 белый конь · c4 белая пешка · d4 чёрная пешка · e4 чёрный король · g4 чёрный конь · h3 белая ладья · a2 белый король · c1 чёрный слон · d1 белый конь · f1 белая ладья | b8 белый слон · f7 белый ферзь · h7 чёрная пешка · b6 чёрный конь · e6 чёрная пешка · g6 чёрная ладья · f5 белый конь · c4 белая пешка · d4 чёрная пешка · e4 чёрный король · g4 чёрный конь · h3 белая ладья · a2 белый король · c1 чёрный слон · d1 белый конь · f1 белая ладья | b8 белый слон · f7 белый ферзь · h7 чёрная пешка · b6 чёрный конь · e6 чёрная пешка · g6 чёрная ладья · f5 белый конь · c4 белая пешка · d4 чёрная пешка · e4 чёрный король · g4 чёрный конь · h3 белая ладья · a2 белый король · c1 чёрный слон · d1 белый конь · f1 белая ладья | b8 белый слон · f7 белый ферзь · h7 чёрная пешка · b6 чёрный конь · e6 чёрная пешка · g6 чёрная ладья · f5 белый конь · c4 белая пешка · d4 чёрная пешка · e4 чёрный король · g4 чёрный конь · h3 белая ладья · a2 белый король · c1 чёрный слон · d1 белый конь · f1 белая ладья | b8 белый слон · f7 белый ферзь · h7 чёрная пешка · b6 чёрный конь · e6 чёрная пешка · g6 чёрная ладья · f5 белый конь · c4 белая пешка · d4 чёрная пешка · e4 чёрный король · g4 чёрный конь · h3 белая ладья · a2 белый король · c1 чёрный слон · d1 белый конь · f1 белая ладья | b8 белый слон · f7 белый ферзь · h7 чёрная пешка · b6 чёрный конь · e6 чёрная пешка · g6 чёрная ладья · f5 белый конь · c4 белая пешка · d4 чёрная пешка · e4 чёрный король · g4 чёрный конь · h3 белая ладья · a2 белый король · c1 чёрный слон · d1 белый конь · f1 белая ладья | b8 белый слон · f7 белый ферзь · h7 чёрная пешка · b6 чёрный конь · e6 чёрная пешка · g6 чёрная ладья · f5 белый конь · c4 белая пешка · d4 чёрная пешка · e4 чёрный король · g4 чёрный конь · h3 белая ладья · a2 белый король · c1 чёрный слон · d1 белый конь · f1 белая ладья | 4 |
| 3 | b8 белый слон · f7 белый ферзь · h7 чёрная пешка · b6 чёрный конь · e6 чёрная пешка · g6 чёрная ладья · f5 белый конь · c4 белая пешка · d4 чёрная пешка · e4 чёрный король · g4 чёрный конь · h3 белая ладья · a2 белый король · c1 чёрный слон · d1 белый конь · f1 белая ладья | b8 белый слон · f7 белый ферзь · h7 чёрная пешка · b6 чёрный конь · e6 чёрная пешка · g6 чёрная ладья · f5 белый конь · c4 белая пешка · d4 чёрная пешка · e4 чёрный король · g4 чёрный конь · h3 белая ладья · a2 белый король · c1 чёрный слон · d1 белый конь · f1 белая ладья | b8 белый слон · f7 белый ферзь · h7 чёрная пешка · b6 чёрный конь · e6 чёрная пешка · g6 чёрная ладья · f5 белый конь · c4 белая пешка · d4 чёрная пешка · e4 чёрный король · g4 чёрный конь · h3 белая ладья · a2 белый король · c1 чёрный слон · d1 белый конь · f1 белая ладья | b8 белый слон · f7 белый ферзь · h7 чёрная пешка · b6 чёрный конь · e6 чёрная пешка · g6 чёрная ладья · f5 белый конь · c4 белая пешка · d4 чёрная пешка · e4 чёрный король · g4 чёрный конь · h3 белая ладья · a2 белый король · c1 чёрный слон · d1 белый конь · f1 белая ладья | b8 белый слон · f7 белый ферзь · h7 чёрная пешка · b6 чёрный конь · e6 чёрная пешка · g6 чёрная ладья · f5 белый конь · c4 белая пешка · d4 чёрная пешка · e4 чёрный король · g4 чёрный конь · h3 белая ладья · a2 белый король · c1 чёрный слон · d1 белый конь · f1 белая ладья | b8 белый слон · f7 белый ферзь · h7 чёрная пешка · b6 чёрный конь · e6 чёрная пешка · g6 чёрная ладья · f5 белый конь · c4 белая пешка · d4 чёрная пешка · e4 чёрный король · g4 чёрный конь · h3 белая ладья · a2 белый король · c1 чёрный слон · d1 белый конь · f1 белая ладья | b8 белый слон · f7 белый ферзь · h7 чёрная пешка · b6 чёрный конь · e6 чёрная пешка · g6 чёрная ладья · f5 белый конь · c4 белая пешка · d4 чёрная пешка · e4 чёрный король · g4 чёрный конь · h3 белая ладья · a2 белый король · c1 чёрный слон · d1 белый конь · f1 белая ладья | b8 белый слон · f7 белый ферзь · h7 чёрная пешка · b6 чёрный конь · e6 чёрная пешка · g6 чёрная ладья · f5 белый конь · c4 белая пешка · d4 чёрная пешка · e4 чёрный король · g4 чёрный конь · h3 белая ладья · a2 белый король · c1 чёрный слон · d1 белый конь · f1 белая ладья | 3 |
| 2 | b8 белый слон · f7 белый ферзь · h7 чёрная пешка · b6 чёрный конь · e6 чёрная пешка · g6 чёрная ладья · f5 белый конь · c4 белая пешка · d4 чёрная пешка · e4 чёрный король · g4 чёрный конь · h3 белая ладья · a2 белый король · c1 чёрный слон · d1 белый конь · f1 белая ладья | b8 белый слон · f7 белый ферзь · h7 чёрная пешка · b6 чёрный конь · e6 чёрная пешка · g6 чёрная ладья · f5 белый конь · c4 белая пешка · d4 чёрная пешка · e4 чёрный король · g4 чёрный конь · h3 белая ладья · a2 белый король · c1 чёрный слон · d1 белый конь · f1 белая ладья | b8 белый слон · f7 белый ферзь · h7 чёрная пешка · b6 чёрный конь · e6 чёрная пешка · g6 чёрная ладья · f5 белый конь · c4 белая пешка · d4 чёрная пешка · e4 чёрный король · g4 чёрный конь · h3 белая ладья · a2 белый король · c1 чёрный слон · d1 белый конь · f1 белая ладья | b8 белый слон · f7 белый ферзь · h7 чёрная пешка · b6 чёрный конь · e6 чёрная пешка · g6 чёрная ладья · f5 белый конь · c4 белая пешка · d4 чёрная пешка · e4 чёрный король · g4 чёрный конь · h3 белая ладья · a2 белый король · c1 чёрный слон · d1 белый конь · f1 белая ладья | b8 белый слон · f7 белый ферзь · h7 чёрная пешка · b6 чёрный конь · e6 чёрная пешка · g6 чёрная ладья · f5 белый конь · c4 белая пешка · d4 чёрная пешка · e4 чёрный король · g4 чёрный конь · h3 белая ладья · a2 белый король · c1 чёрный слон · d1 белый конь · f1 белая ладья | b8 белый слон · f7 белый ферзь · h7 чёрная пешка · b6 чёрный конь · e6 чёрная пешка · g6 чёрная ладья · f5 белый конь · c4 белая пешка · d4 чёрная пешка · e4 чёрный король · g4 чёрный конь · h3 белая ладья · a2 белый король · c1 чёрный слон · d1 белый конь · f1 белая ладья | b8 белый слон · f7 белый ферзь · h7 чёрная пешка · b6 чёрный конь · e6 чёрная пешка · g6 чёрная ладья · f5 белый конь · c4 белая пешка · d4 чёрная пешка · e4 чёрный король · g4 чёрный конь · h3 белая ладья · a2 белый король · c1 чёрный слон · d1 белый конь · f1 белая ладья | b8 белый слон · f7 белый ферзь · h7 чёрная пешка · b6 чёрный конь · e6 чёрная пешка · g6 чёрная ладья · f5 белый конь · c4 белая пешка · d4 чёрная пешка · e4 чёрный король · g4 чёрный конь · h3 белая ладья · a2 белый король · c1 чёрный слон · d1 белый конь · f1 белая ладья | 2 |
| 1 | b8 белый слон · f7 белый ферзь · h7 чёрная пешка · b6 чёрный конь · e6 чёрная пешка · g6 чёрная ладья · f5 белый конь · c4 белая пешка · d4 чёрная пешка · e4 чёрный король · g4 чёрный конь · h3 белая ладья · a2 белый король · c1 чёрный слон · d1 белый конь · f1 белая ладья | b8 белый слон · f7 белый ферзь · h7 чёрная пешка · b6 чёрный конь · e6 чёрная пешка · g6 чёрная ладья · f5 белый конь · c4 белая пешка · d4 чёрная пешка · e4 чёрный король · g4 чёрный конь · h3 белая ладья · a2 белый король · c1 чёрный слон · d1 белый конь · f1 белая ладья | b8 белый слон · f7 белый ферзь · h7 чёрная пешка · b6 чёрный конь · e6 чёрная пешка · g6 чёрная ладья · f5 белый конь · c4 белая пешка · d4 чёрная пешка · e4 чёрный король · g4 чёрный конь · h3 белая ладья · a2 белый король · c1 чёрный слон · d1 белый конь · f1 белая ладья | b8 белый слон · f7 белый ферзь · h7 чёрная пешка · b6 чёрный конь · e6 чёрная пешка · g6 чёрная ладья · f5 белый конь · c4 белая пешка · d4 чёрная пешка · e4 чёрный король · g4 чёрный конь · h3 белая ладья · a2 белый король · c1 чёрный слон · d1 белый конь · f1 белая ладья | b8 белый слон · f7 белый ферзь · h7 чёрная пешка · b6 чёрный конь · e6 чёрная пешка · g6 чёрная ладья · f5 белый конь · c4 белая пешка · d4 чёрная пешка · e4 чёрный король · g4 чёрный конь · h3 белая ладья · a2 белый король · c1 чёрный слон · d1 белый конь · f1 белая ладья | b8 белый слон · f7 белый ферзь · h7 чёрная пешка · b6 чёрный конь · e6 чёрная пешка · g6 чёрная ладья · f5 белый конь · c4 белая пешка · d4 чёрная пешка · e4 чёрный король · g4 чёрный конь · h3 белая ладья · a2 белый король · c1 чёрный слон · d1 белый конь · f1 белая ладья | b8 белый слон · f7 белый ферзь · h7 чёрная пешка · b6 чёрный конь · e6 чёрная пешка · g6 чёрная ладья · f5 белый конь · c4 белая пешка · d4 чёрная пешка · e4 чёрный король · g4 чёрный конь · h3 белая ладья · a2 белый король · c1 чёрный слон · d1 белый конь · f1 белая ладья | b8 белый слон · f7 белый ферзь · h7 чёрная пешка · b6 чёрный конь · e6 чёрная пешка · g6 чёрная ладья · f5 белый конь · c4 белая пешка · d4 чёрная пешка · e4 чёрный король · g4 чёрный конь · h3 белая ладья · a2 белый король · c1 чёрный слон · d1 белый конь · f1 белая ладья | 1 |
|   | a | b | c | d | e | f | g | h |   |

1.Лb3! с угрозой 2.Kg3X 

1. … Kg~ 2.Kf2X

1. … Ке5! 2.Kd6X (2.Kf2+? Kpf4!)

1. … Kf6! 2.Ф:е6Х (2.Kf2+? Kp:f5!)

1. … Ке3! 2.Лf4X (2.Kf2+? Kpf3!)

Трижды осуществлена в продолженной форме — Барулина защита.